# Metrika
Metrika   (Castelló de la Plana, 23 de novembre de 2003), nom artístic de Thais Amores García, és una cantant de música trap valenciana que forma un duo musical amb el productor Alejandro Estellés «D.Basto». És reconeguda pels seus temes carregats de forta sexualitat, empoderament femení i creixement personal, vinculat a situacions de dol o desamor.

## Primers anys i carrera
Filla d'un pare discjòquei, Metrika es va interessar per la música des de ben petita, especialment pel trap a partir dels 13 anys, quan va descobrir també l'Auto-Tune. A la mateixa edat va decidir començar a competir en batalles de rap, però va abandonar-ho a causa de l'ansietat que li provocava. Tanmateix, va afirmar que l'escena del rap a l'estat espanyol era profundament tòxica i misògina, i que tots els espais de poder estaven ocupats per homes.
Al cap de poc temps va començar a gravar els seus propis temes de manera domèstica, i als 15 anys va llogar el seu primer estudi, amb el qual va continuar experimentant i gravant les seves cançons. L'any 2020 va publicar el seu primer senzill com a cantant, «X Money», i a data de 2021 ja havia actuat a Castelló de la Plana i a Borriana. Al novembre del mateix any va llançar «Tra Tra», la primera cançó que va treure amb el productor D.Basto, amb qui va començar a gravar i compondre. Entre 2022 i 2023 va publicar els seus primers treballs discogràfics: Fiat Vountas Tua, La Minimixxxtape De Las Zorras i Ceremonia, amb cançons com «Pabajo», «La Zorra De Tu Novia», «Toy Boy», «Folklórica» i «Llorando Rímmel». El 23 de juny de 2023 va llançar el seu quart EP, Femme fatale, que va suposar els seus majors èxits fins al moment, com «Ya T Has Corrido?», «Su Alma» o «Driving Brusco Remix», aquesta última en col·laboració amb l'artista l0rna. Aquell mateix mes va participar en la cançó «Queens League» juntament amb altres artistes urbanes com Kristina o Daniela Garsal.
L'11 d'abril de 2024 va treure el seu primer àlbum, Madre fundadora, amb temes com «Hello Diky», «All Dikys Eyez On Me», «Barbietúricos», «Ave María Putísima», «Semen Up» (amb la col·laboració de l'artista Glory Six Vain) i «El Infierno», amb la rapera Nieto666. Aquell mateix any va iniciar la gira Madre fundadora Tour, que va acabar a Barcelona el 6 de febrer del 2025. A l'octubre de 2024 va publicar el seu cinquè EP, El Grimorio, que suposava una continuació de Madre fundadora, amb temes com «Susi-Ah», en col·laboració amb el també raper de Castelló Tito ACK, o «Dabelremix», novament amb l0rna. Ja el 2025 va anunciar que trauria un nou àlbum, del qual va començar a publicar cançons com «Totaína» amb les artistes urbanes Euskoprincess i Main Costa, i «Fumo Escarcha», amb Serchito Trambótico i el productor Dona1re.
Al maig de 2025 va treure l'EP Neófita, amb el qual concloïa la «Metriologia», conformada per Madre fundadora, El Grimorio i aquest últim EP, que incloïa els avançaments «Diva Del Infierno» i «Toto De Loca». Neófita es va presentar al públic en un concert a la Sala Clamores de Madrid i, posteriorment, en festivals com Arenal Sound, Madrid Salvaje i Grimey x Palestina, compartint cartell amb artistes com Bad Gyal, Rels B o Luna Ki.
L'artista ha estat sovint criticada per tractar temes com l'autolesió, els trastorns mentals, les relacions tòxiques o l'excessiva sexualització, a més de les seves referències a la bisexualitat en moltes de les seves cançons.

## Vida personal
Metrika és obertament bisexual. Tot i que durant la seva infància va ser educada en el cristianisme, actualment és satanista, cosa que en moltes ocasions l'ha convertida en objecte de crítica social.

## Discografia
- Fiat voluntas tua (2022)
- La Minimixxxtape de las Zorras (2022)
- Ceremonia (EP, 2023)
- Femme fatale (EP, 2023)
- Madre fundadora (2024)[3]
- El Grimorio (EP, 2024)